# Callerinnys obliquilinea
Callerinnys obliquilinea là một loài bướm đêm trong họ Geometridae.